# FC Balticflora Teplice
Der FC Balticflora Teplice ist ein tschechischer Futsalverein aus Teplice. Der Klub spielt 2009/10 erstmals in der höchsten tschechischen Spielklasse.

## Vereinsgeschichte
Der Verein wurde 2008 mit dem Ziel gegründet, innerhalb kürzester Zeit einen voll-professionellen Spitzenklub im tschechischen Futsal zu etablieren. In der Saison 2008/09 spielte Teplice in der drittklassigen Divize A, die die Mannschaft gewann. Im Sommer 2009 erwarb der durch den Immobiliendienstleister baticflora design gesponserte Klub von Eco Investment Prag die Erstligalizenz und spielt seitdem in der höchsten tschechischen Spielklasse. Der Klub setzt dabei im Gegensatz zu den meisten anderen tschechischen Vereinen vor allem auf ausländische Spieler.
In der ersten Saison 2009/2010 der ersten Liga wurde der zweite Platz erreicht. Nach Saisonende musste der Trainer und einige Spieler den Verein verlassen. Spieler Kevin Reinhardt wechselte zur Hertha BSC Futsal.

## Erfolge
- Saison 2008/09: Divize A (Platz: 1 (Aufsteiger))
- Saison 2009/10: 1. Liga (Platz: 2)
- Saison 2010/11: Jetbull Futsal Liga